# Obsjtina Gorna Malina
Obsjtina Gorna Malina (bulgariska: Община Горна Малина) är en kommun i Bulgarien.   Den ligger i regionen Sofijska oblast, i den västra delen av landet, 40 km öster om huvudstaden Sofia.
Obsjtina Gorna Malina delas in i:
- Aprilovo
- Bajlovo
- Belopoptsi
- Dolna Malina
- Dolno Kamartsi
- Osoitsa
- Stărgel
- Tjekantjevo

Följande samhällen finns i Obsjtina Gorna Malina:
- Gorna Malina

I omgivningarna runt Obsjtina Gorna Malina växer i huvudsak lövfällande lövskog. Runt Obsjtina Gorna Malina är det ganska glesbefolkat, med 30 invånare per kvadratkilometer.